# 秋月種任
秋月 種任（あきづき たねただ）は、日向高鍋藩の第9代藩主。第8代藩主・秋月種徳の次男。母は側室岩崎氏（妙仙院）。

## 生涯
種徳には正室との間に男児がなかったため、側室の子である種任が世子となった。文化4年12月（1807年）の父の死去により、翌文化5年（1807年）2月17日に跡を継いだ。藩財政を再建するために藩政改革を行なったが、効果はなかった。天保14年（1843年）8月21日、長男の種殷に家督を譲って隠居し、安政3年（1856年）6月10日に66歳で死去した。

## 系譜
父母
- 秋月種徳（父）
- 妙仙院 ー 岩崎氏、側室（母）

正室、継室
- 愛子 ー 池田治道の娘（正室）
- 雅子 ー 脇坂安董の娘（継室）

側室
- 早川氏
- 琴子

子女
- キク ー 早世
- イソ ー 泥谷直政室
- タカ ー 一柳末延室
- 秋月種殷（長男）生母は雅子（正室）
- ヤエ ー 早世
- 秋月小太郎 ー 早世
- テル ー 早世
- ヨソ ー 一柳頼紹室
- 秋月種樹（次男）生母は早川氏（側室）
- チヨウ ー 木下俊程室
- 秋月璋之助 ー 早世
- 秋月種事（五男）生母は琴子（側室）
- 大関増儀室

養女
- 多子 ー 秋月種博室、脇坂安董の娘